# Warlam Liparteliani
Warlam Liparteliani (gruz. ვარლამ ლიპარტელიანი; ur. 27 lutego 1989 w Lentechi) – gruziński judoka, srebrny medalista igrzysk olimpijskich, dwukrotny mistrz świata, ośmiokrotny mistrz Europy, trzykrotny srebrny medalista igrzysk europejskich.

## Igrzyska olimpijskie
| Runda    | Przeciwnik         | Wynik       | Osiągnięcie |
| -------- | ------------------ | ----------- | ----------- |
| 1. runda | Dieudonne Dolassem | W 0101–0003 | 2. runda    |
| 2. runda | Mark Anthony       | P 0020–0101 | 2. runda    |

| Runda       | Przeciwnik                   | Wynik     | Osiągnięcie |
| ----------- | ---------------------------- | --------- | ----------- |
| 1. runda    | Wolny los                    | Wolny los | srebro      |
| 2. runda    | Komronszoch Ustopirijon      | W 100–000 | srebro      |
| 3. runda    | Ovini Uera                   | W 100–000 | srebro      |
| Ćwierćfinał | Lchagwasürengijn Otgonbaatar | W 000–000 | srebro      |
| Półfinał    | Gwak Dong-han                | W 100–000 | srebro      |
| Finał       | Mashu Baker                  | P 000–001 | srebro      |